# Mrs. Wiggs of the Cabbage Patch (film, 1934)
Pour plus de détails, voir Fiche technique et Distribution.
Mrs. Wiggs of the Cabbage Patch est un film américain en noir et blanc réalisé par Norman Taurog, sorti en 1934.
Le film est adapté du roman du même nom écrit par Alice Hegan Rice en 1901. Il avait déjà été porté à l'écran par deux fois : en 1914 et en 1919. Une quatrième adaptation sortira en 1942.

## Synopsis
États-Unis, 1901. Mme Wiggs est la mère pauvre mais toujours optimiste d'une famille nombreuse. Constamment traquée par ses créanciers, menacée d'expulsion, elle lutte pour la survie de ses enfants. Elle garde l'espoir que son mari, parti de nombreuses années auparavant à la recherche d'or dans le Klondike, résoudra ses problèmes financiers s'il réapparaît un jour.

## Fiche technique
- Titre : Mrs. Wiggs of the Cabbage Patch
- Réalisation : Norman Taurog
- Scénario : William Slavens McNutt et Jane Storm, d'après la pièce d'Alice Hegan Rice (1901) et la pièce d'Anne Crawford Flexner
- Montage : Hugh Bennett
- Photographie : Charles Lang
- Musique : John Leipold
- Producteur : Douglas MacLean
- Société de production et de distribution: Paramount Pictures
- Pays de production :  États-Unis
- Langue : anglais américain
- Genre : comédie dramatique
- Format : noir et blanc — 1,37:1 — son : mono
- Durée : 80 minutes
- Date de sortie : 19 octobre 1934 (États-Unis)